# Arbejdsnedbrydningsstruktur
Arbejdsnedbrydningsstruktur eller WBS (Work Breakdown Structure) er en metode inden for projektledelse og Systems Engineering til at strukturere og opdele et projekt i et hierarki af stadig mindre elementer eller opgaver. Nedbrydningen kan gøre det nemmere at organisere arbejdet i projektet og vurdere de tidsmæssige forhold og de samlede omkostninger.

## Opdeling i aktiviteter ud fra projektets målsætning
Nedbrydning er det første trin i planlægningsprocessen, hvor man vurderer, hvordan projektet kan opdeles i nogle mindre enheder. Med udgangspunkt i projektets målsætning besluttes en række indsatsområder, som herefter opdeles i en række milepæle, og som igen opdeles i en række aktiviteter, som hver især fører frem til en eller flere leverancer i målsætningen. Indenfor de enkelte aktiviteter kan der være behov for at nedbryde yderligere, indtil arbejdet er så overskueligt og gennemskueligt, at det kan uddelegeres og styres sikkert i sin udførelse.

## Nedbrydning skal skabe overblik
Ofte anvendes indsatsområderne også til at organisere projektet efter, f.eks. kan et indsatsområde være et ansvarsområde med en delprojektleder tilknyttet. Det kan f.eks. være et byggeprojekt hvor indsatsområderne kunne være murerarbejde, tømrerarbejde, VVS, el osv. Indsatsområderne benyttes for at sætte fokus på væsentlige områder eller problemstillinger i projektet.
Når indsatsområderne er fastlagt, er næste trin at finde ud af, hvordan man kommer fra startsituationen til målet indenfor hver enkelt indsatsområde. Hvilke delresultater (milepæle) skal frembringes på vej mod målet. Dette kan gøres ved at spørge med, hvordan skal det gøres, eller hvad skal være leveret, for at målet er nået?